# Aloe peyrierasii
Aloe peyrierasii là một loài thực vật có hoa trong họ Măng tây. Loài này được Cremers mô tả khoa học đầu tiên năm 1976.